# بلدية روجومبو
بلدية روجومبو هي إحدى بلديات مقاطعة سيبيتوكي في شمال غرب بوروندي. تقع العاصمة في روجومبو. 
1. ↑  GeoNames (بالإنجليزية), 2005, QID:Q830106
2. ↑  GeoNames (بالإنجليزية), 2005, QID:Q830106
3. ↑  United States. Foreign Broadcast Information Service (1982). Sub-Saharan Africa report. Foreign Broadcast Information Service. مؤرشف من الأصل في 2020-09-14. اطلع عليه بتاريخ 2012-04-20.